# 馬馬什汗
馬馬什（1480年—1523年），哈薩克汗國第五任可汗，他是哈斯木汗長子，1521年至1523年在位。

## 生平
馬馬什汗是哈斯木汗長子，在他父親於1521年冬季去世後即位。
他在位兩年期間，哈薩克汗國受諾蓋汗國擴張影響領土大大減少，同時貴族之間的競爭削弱了國家。
1523年，他因內部衝突受傷死去 ，死後，他叔父阿迪克蘇丹的兒子塔伊爾即位。